# San Gusmè
San Gusmè è una frazione del comune italiano di Castelnuovo Berardenga, nella provincia di Siena, in Toscana.
Situata a nord rispetto al capoluogo, si trova all'inizio della strada provinciale che collega l'ex statale 484 al Valdarno, sul crinale di una collina. 
Si tratta di un piccolo agglomerato ancora conservato dalle sue mura circolari, quasi totalmente integre. All'interno delle mura stesse trovano posto la chiesa parrocchiale intitolata ai santi Cosma e Damiano, e la Chiesa della Compagnia intitolata alla Santissima Annunziata, che ospita una tela attribuita a Pietro Sorri ed è adornata dal tipico campanile.
Appena fuori dalla località sono ubicate le sorgenti del fiume Ombrone.

## Storia
San Gusmè viene citato per la prima volta in un atto di vendita del febbraio 867 in cui il conte senese Winigi di Ranieri dona al Monastero di San Salvatore della Berardenga tutti i suoi beni compresi nei dintorni della chiesa dei Santi Cosma e Damiano. Nel XII secolo il paese era un feudo della famiglia Ricasoli; feudo confermato dall'imperatore Arrigo VI nel 1187.
Nel 1478 le truppe di re Alfonso di Aragona occuparono il castello. Durante la Guerra di Siena il 25 febbraio 1554 si tenne uno scontro militare tra gli Imperiali e i Senesi mentre il 13 maggio 1554 l'esercito imperiale saccheggiò e bruciò il paese.
San Gusmè fu anche la sede di una comunità autonoma che venne riunita al comune di Castelnuovo Berardenga il 2 giugno 1777.

## Economia
Le campagne circostanti sono caratterizzate da colture intensive di vigneti ed uliveti, mentre il centro abitato è raccolto in parte all'interno delle mura per le quali si hanno le prime testimonianze certe intorno al XII secolo, ed in parte nell'immediato intorno, di più recente epoca.

## Monumenti e luoghi d'interesse
- Pieve dei Santi Cosma e Damiano

## Folclore
Una tradizione locale è la festa del Luca Cava, una iniziativa intitolata a una statuetta fatta costruire nel 1888 da un contadino della zona, rappresentava un ometto nella tipica posizione del bisogno corporale e serviva ad indicare che era ben accetto farla lì, così da poter usare il refluo come fertilizzante per gli orti. La statua fu distrutta intorno agli anni '40 proprio dai sangusmeini, stanchi delle prese in giro della gente dei paesi vicini, ma quando Silvio Gigli conobbe la storia, fece realizzare una nuova statua su disegno di Emilio Giannelli, noto vignettista, e realizzazione in terracotta del maestro Neri delle ceramiche Santa Caterina di Siena. Da quell'anno ebbe inizio la Festa in onore di Luca Cava, che grazie all'interessamento di Gigli, ogni anno poteva annoverare tra gli ospiti nomi di spicco del panorama musicale italiano.
La festa ha avuto 10 anni di interruzione tra il 1988 ed il 1998, per proseguire da allora fino ai giorni nostri, tutti i primi due fine settimana di settembre, ed ha il suo clou nel premio giornalistico intitolato a Silvio Gigli ed assegnato ogni anno ad un personaggio di spicco del mondo televisivo nazionale.